# Car Xuan od Zapadnog Lianga
Car Xuan od (Zapadnog) Lianga ((西)梁宣帝) (519. – 562.), osobno ime Xiao Cha (蕭詧), kurtoazno ime Lisun (理孫), bio je (sporni) car, odnosno princ iz kineske dinastije dinastije Liang. Bio je treći po redu sin Xiao Tonga, odnosno unuk cara Wua, osnivača dinastije. U doba dinastijskih sukoba koju su izazvale Hou Jingova pobuna i Wuova smrt 549. godine je poražen od strica Xiao Yija, te je vojsku i teritorije oko Xianyanga predao suparničkoj državi Zapadni Wei i postao njen vazal. Kada je državu Zapadni Wei naslijedila država Sjeverni Zhou, stavio joj se na raspolaganje i sudjelovao u pohodu protiv strica, koji je zarobljen i zadavljen. Godine 555. ga je država Sjeverni Zhou priznala kao legitimnog nasljednika dinastije Liang. Međutim, vodeći generali dinastije ga nisu htjeli priznati, a jedan od njih, Chen Baxian je 567. osnovao dinastiju Chen te počeo preuzimati Xuanove teritorije. Xuan je umro u proljeće 562. kada mu je teritorija svedena na okolicu grada Jianglinga. Kineski povjesničari su podijeljeni oko toga da li ga treba tretirati kao vladara u rangu cara ili tek kao marionetu Sjevernih dinastija. 